# Soulièvres
Soulièvres est une ancienne commune française située dans le département des Deux-Sèvres et la région Nouvelle-Aquitaine. Elle est rattachée à la commune d'Airvault depuis 1973.

## Géographie
Cette ancienne commune se compose des lieux suivants : Barroux, Repéroux, Le Petit Moiré, Le Grand Moiré, Roche Paillé, Les  Paranches, Soulièvres, ainsi qu'une partie du Deffend, de La Ferté et du Pont de Barroux.

## Toponymie
Mentions anciennes : Solobria (1095), Solubrium (vers 1120), Sanctus Petrus de Solobria (1113), Salubrium (1326), Soulièvre (1329), Solèvre (1397), Soubzliepvre (1403), Soulèvre (1449), Sollièvres (1576), Souslièvre (1648), Soullièpvre (1664), Soublièvre (1668), Soulievres (1793).
Selon Robert Bedon, il s'agit de l'anthroponyme romain Solius suivi de -briga.
Ce territoire est parfois appelé « domaine de Soulièvres » au lieu de « commune  de  Soulièvres ».

## Histoire
La seigneurie de Soulièvres relevait de la baronnie d'Airvault ; le village de Soulièvres dépendait du doyenné de Bressuire, de la sénéchaussée de Poitiers et de l’élection de Thouars.
Le 1er janvier 1973, la commune de Soulièvres est rattachée à celle d'Airvault sous le régime de la fusion-association ; le 1er janvier 2019, la commune associée de Soulièvres devient une commune déléguée au sein de la commune nouvelle d'Airvault.

## Politique et administration
La mairie annexe, initialement située à Soulièvres, a été transférée à Barroux dans l'ancien presbytère.
| Période                                  | Période  | Identité                | Étiquette | Qualité |
| ---------------------------------------- | -------- | ----------------------- | --------- | ------- |
| Vers 1829                                | ?        | Charles René de Tusseau |           |         |
| ?                                        | 2008     | François Ayrault        |           |         |
| 2008                                     | 2020     | Jean-Marie Colin        |           |         |
| 2020                                     | En cours | CHABAUTY Viviane        |           |         |
| Les données manquantes sont à compléter. |          |                         |           |         |

## Démographie
| 1793 | 1800 | 1806 | 1821 | 1831 | 1836 | 1841 | 1846 | 1851 |
| ---- | ---- | ---- | ---- | ---- | ---- | ---- | ---- | ---- |
| 601  | 578  | 581  | 548  | 563  | 635  | 620  | 651  | 651  |

| 1856 | 1861 | 1866 | 1872 | 1876 | 1881 | 1886 | 1891 | 1901 |
| ---- | ---- | ---- | ---- | ---- | ---- | ---- | ---- | ---- |
| 662  | 669  | 675  | 711  | 692  | 776  | 686  | 719  | 714  |

| 1911 | 1921 | 1926 | 1931 | 1936 | 1946 | 1954 | 1962 | 1968 |
| ---- | ---- | ---- | ---- | ---- | ---- | ---- | ---- | ---- |
| 728  | 675  | 681  | 710  | 679  | 684  | 649  | 637  | 596  |

## Lieux et monuments
- Logis de Barroux, qui inclut une chapelle, partiellement inscrit aux monuments historiques en 1984[5]
- Église Saint-Pierre de Barroux
- Chapelle de l'ancien château de Soulièvres
- Divers lavoirs, gués et fontaines